# Оцінка програм
Оцінка програм — аналітичний інструмент або процедура, призначена для вимірювання прямих ефектів, результативності та довгострокових наслідків реалізації державних програм, галузевих політик, оцінки впливу, а також програм розвитку, проєктів некомерційного сектора, корпоративних програм.
Одном із найважливіших показників цінності проєкту є співвідношення вигод і витрат — дисконтований показник, який визначається як відношення поточної вартості потоку вигод від проєкту до поточної вартості потоку витрат за весь період життя проєкту (тобто об'єкта). Проєкт вважається прийнятним, якщо при коеффіцієнті дисконтування рівному альтернативній вартості капіталу співвідношення вигод і витрат більше одиниці. Для взаємонезалежних проєктів може використовуватися як інструмент ранжирування (чим вище співвідношення, тим більш прийнятні інвестиції в даний проєкт). Для зіставлення взаємовиключних проєктів використовувати даний показник не можна.